# تشارلز ويننغر
تشارلز ويننغر (بالإنجليزية: Charles Winninger)‏ هو ممثل أمريكي، ولد في 26 مايو 1884 بأثنز في الولايات المتحدة، وتوفي في 27 يناير 1969 ببالم سبرينغس في الولايات المتحدة بسبب إنتان.

## أعمال

### أفلام
- (1931) خطيئة مادلون كلوديه
- (1931) ممرضة ليلية
- (1936) ثلاث فتيات ذكيات
- (1941) فتاة زيغفيلد
- (1945) معرض الولاية

## وصلات خارجية
- تشارلز ويننغر على موقع IMDb (الإنجليزية)
- تشارلز ويننغر على موقع قاعدة بيانات برودواي على الإنترنت (الإنجليزية)
- تشارلز ويننغر على موقع قاعدة بيانات برودواي على الإنترنت (الإنجليزية)
- تشارلز ويننغر على موقع قاعدة بيانات الأفلام السويدية (السويدية)
- تشارلز ويننغر على موقع إن إن دي بي (الإنجليزية)
- تشارلز ويننغر على موقع قاعدة بيانات الفيلم (الإنجليزية)